# Tour de France 2019 – 7. etap
7. etap kolarskiego wyścigu Tour de France 2019 odbył się 12 lipca na trasie liczącej 230 km. Start etapu miał miejsce w Belforcie, a meta w Chalon-sur-Saône.

## Klasyfikacja etapu
| \| Klasyfikacja etapu \| Klasyfikacja etapu \| Klasyfikacja etapu \| Klasyfikacja etapu \| Klasyfikacja etapu \| \| Kolarz \| Kolarz \| Państwo \| Drużyna \| Czas \| \| ------------------ \| ------------------ \| ------------------ \| --------------------- \| ------------------ \| \| 1. \| Dylan Groenewegen \| Holandia \| Team Jumbo-Visma \| 6h 02' 44" \| \| 2. \| Caleb Ewan \| Australia \| Lotto-Soudal \| + 0" \| \| 3. \| Peter Sagan \| Słowacja \| Bora-Hansgrohe \| + 0" \| \| 4. \| Sonny Colbrelli \| Włochy \| Bahrain-Merida \| + 0" \| \| 5. \| Jasper Philipsen \| Belgia \| UAE Team Emirates \| + 0" \| \| 6. \| Elia Viviani \| Włochy \| Deceuninck-Quick Step \| + 0" \| \| 7. \| Giacomo Nizzolo \| Włochy \| Dimension Data \| + 0" \| \| 8. \| Jasper Stuyven \| Belgia \| Trek-Segafredo \| + 0" \| \| 9. \| Michael Matthews \| Australia \| Team Sunweb \| + 0" \| \| 10. \| Alexander Kristoff \| Norwegia \| UAE Team Emirates \| + 0" \| |                    |           |                       |            |
| |                    |           |                       |            |
| Źródło: ProCyclingStats |                    |           |                       |            |
| Klasyfikacja etapu |                    |           |                       |            |
| Kolarz | Kolarz             | Państwo   | Drużyna               | Czas       |
| 1. | Dylan Groenewegen  | Holandia  | Team Jumbo-Visma      | 6h 02' 44" |
| 2. | Caleb Ewan         | Australia | Lotto-Soudal          | + 0"       |
| 3. | Peter Sagan        | Słowacja  | Bora-Hansgrohe        | + 0"       |
| 4. | Sonny Colbrelli    | Włochy    | Bahrain-Merida        | + 0"       |
| 5. | Jasper Philipsen   | Belgia    | UAE Team Emirates     | + 0"       |
| 6. | Elia Viviani       | Włochy    | Deceuninck-Quick Step | + 0"       |
| 7. | Giacomo Nizzolo    | Włochy    | Dimension Data        | + 0"       |
| 8. | Jasper Stuyven     | Belgia    | Trek-Segafredo        | + 0"       |
| 9. | Michael Matthews   | Australia | Team Sunweb           | + 0"       |
| 10. | Alexander Kristoff | Norwegia  | UAE Team Emirates     | + 0"       |

## Klasyfikacje po etapie

### Klasyfikacja generalna(Maillot Jaune)
| \| Klasyfikacja generalna \| Klasyfikacja generalna \| Klasyfikacja generalna \| Klasyfikacja generalna \| Klasyfikacja generalna \| \| Kolarz \| Kolarz \| Państwo \| Drużyna \| Czas \| \| ---------------------- \| ---------------------- \| ---------------------- \| ---------------------- \| ---------------------- \| \| 1. \| Giulio Ciccone \| Włochy \| Trek-Segafredo \| 29h 17' 39" \| \| 2. \| Julian Alaphilippe \| Francja \| Deceuninck-Quick Step \| + 6" \| \| 3. \| Dylan Teuns \| Belgia \| Bahrain-Merida \| + 32" \| \| 4. \| George Bennett \| Nowa Zelandia \| Team Jumbo-Visma \| + 47" \| \| 5. \| Geraint Thomas \| Wielka Brytania \| Team Ineos \| + 49" \| \| 6. \| Egan Bernal \| Kolumbia \| Team Ineos \| + 53" \| \| 7. \| Thibaut Pinot \| Francja \| Groupama-FDJ \| + 58" \| \| 8. \| Steven Kruijswijk \| Holandia \| Team Jumbo-Visma \| + 1' 04" \| \| 9. \| Michael Woods \| Kanada \| EF Education First \| + 1' 13" \| \| 10. \| Rigoberto Urán \| Kolumbia \| EF Education First \| + 1' 15" \| |                    |                 |                       |             |
| |                    |                 |                       |             |
| Źródło: ProCyclingStats |                    |                 |                       |             |
| Klasyfikacja generalna |                    |                 |                       |             |
| Kolarz | Kolarz             | Państwo         | Drużyna               | Czas        |
| 1. | Giulio Ciccone     | Włochy          | Trek-Segafredo        | 29h 17' 39" |
| 2. | Julian Alaphilippe | Francja         | Deceuninck-Quick Step | + 6"        |
| 3. | Dylan Teuns        | Belgia          | Bahrain-Merida        | + 32"       |
| 4. | George Bennett     | Nowa Zelandia   | Team Jumbo-Visma      | + 47"       |
| 5. | Geraint Thomas     | Wielka Brytania | Team Ineos            | + 49"       |
| 6. | Egan Bernal        | Kolumbia        | Team Ineos            | + 53"       |
| 7. | Thibaut Pinot      | Francja         | Groupama-FDJ          | + 58"       |
| 8. | Steven Kruijswijk  | Holandia        | Team Jumbo-Visma      | + 1' 04"    |
| 9. | Michael Woods      | Kanada          | EF Education First    | + 1' 13"    |
| 10. | Rigoberto Urán     | Kolumbia        | EF Education First    | + 1' 15"    |

### Klasyfikacja punktowa(Maillot Vert)
| Klasyfikacja punktowa | Klasyfikacja punktowa | Klasyfikacja punktowa | Klasyfikacja punktowa | Klasyfikacja punktowa |
| Kolarz                | Kolarz                | Państwo               | Drużyna               | Punkty                |
| --------------------- | --------------------- | --------------------- | --------------------- | --------------------- |
| 1.                    | Peter Sagan           | Słowacja              | Bora-Hansgrohe        | 177 pkt               |
| 2.                    | Sonny Colbrelli       | Włochy                | Bahrain-Merida        | 121 pkt               |
| 3.                    | Elia Viviani          | Włochy                | Deceuninck-Quick Step | 117 pkt               |
| 4.                    | Michael Matthews      | Australia             | Team Sunweb           | 116 pkt               |
| 5.                    | Caleb Ewan            | Australia             | Lotto-Soudal          | 76 pkt                |
| 6.                    | Matteo Trentin        | Włochy                | Mitchelton-Scott      | 75 pkt                |
| 7.                    | Greg Van Avermaet     | Belgia                | CCC Team              | 70 pkt                |
| 8.                    | Dylan Groenewegen     | Holandia              | Team Jumbo-Visma      | 66 pkt                |
| 9.                    | Mike Teunissen        | Holandia              | Team Jumbo-Visma      | 64 pkt                |
| 10.                   | Jasper Stuyven        | Belgia                | Trek-Segafredo        | 63 pkt                |

### Klasyfikacja górska(Maillot à Pois Rouges)
| Klasyfikacja górska | Klasyfikacja górska | Klasyfikacja górska | Klasyfikacja górska        | Klasyfikacja górska |
| Kolarz              | Kolarz              | Państwo             | Drużyna                    | Punkty              |
| ------------------- | ------------------- | ------------------- | -------------------------- | ------------------- |
| 1.                  | Tim Wellens         | Belgia              | Lotto-Soudal               | 43 pkt              |
| 2.                  | Giulio Ciccone      | Włochy              | Trek-Segafredo             | 30 pkt              |
| 3.                  | Xandro Meurisse     | Belgia              | Wanty-Gobert               | 27 pkt              |
| 4.                  | Dylan Teuns         | Belgia              | Bahrain-Merida             | 13 pkt              |
| 5.                  | Natnael Berhane     | Erytrea             | Cofidis, Solutions Crédits | 13 pkt              |
| 6.                  | Toms Skujiņš        | Łotwa               | Trek-Segafredo             | 9 pkt               |
| 7.                  | Thomas De Gendt     | Belgia              | Lotto-Soudal               | 8 pkt               |
| 8.                  | Geraint Thomas      | Wielka Brytania     | Team Ineos                 | 4 pkt               |
| 9.                  | Simon Clarke        | Australia           | EF Education First         | 4 pkt               |
| 10.                 | Yoann Offredo       | Francja             | Wanty-Gobert               | 3 pkt               |

### Klasyfikacja młodzieżowa(Maillot Blanc)
| Klasyfikacja młodzieżowa | Klasyfikacja młodzieżowa | Klasyfikacja młodzieżowa | Klasyfikacja młodzieżowa | Klasyfikacja młodzieżowa |
| Kolarz                   | Kolarz                   | Państwo                  | Drużyna                  | Czas                     |
| ------------------------ | ------------------------ | ------------------------ | ------------------------ | ------------------------ |
| 1.                       | Giulio Ciccone           | Włochy                   | Trek-Segafredo           | 29h 17' 39"              |
| 2.                       | Egan Bernal              | Kolumbia                 | Team Ineos               | + 53"                    |
| 3.                       | Enric Mas                | Hiszpania                | Deceuninck-Quick Step    | + 1' 23"                 |
| 4.                       | David Gaudu              | Francja                  | Groupama-FDJ             | + 1' 52"                 |
| 5.                       | Wout van Aert            | Belgia                   | Team Jumbo-Visma         | + 14' 49"                |
| 6.                       | Nils Politt              | Niemcy                   | Katusha-Alpecin          | + 16' 40"                |
| 7.                       | Maximilian Schachmann    | Niemcy                   | Bora-Hansgrohe           | + 16' 53"                |
| 8.                       | Gregor Mühlberger        | Austria                  | Bora-Hansgrohe           | + 18' 12"                |
| 9.                       | Laurens De Plus          | Belgia                   | Team Jumbo-Visma         | + 18' 18"                |
| 10.                      | Tiesj Benoot             | Belgia                   | Lotto-Soudal             | + 19' 41"                |

### Klasyfikacja drużynowa(Classement par Équipe)
| Klasyfikacja drużynowa | Klasyfikacja drużynowa | Klasyfikacja drużynowa       | Klasyfikacja drużynowa |
| Drużyna                | Drużyna                | Państwo                      | Czas                   |
| ---------------------- | ---------------------- | ---------------------------- | ---------------------- |
| 1.                     | Trek-Segafredo         | Stany Zjednoczone            | 88h 27' 39"            |
| 2.                     | Movistar Team          | Hiszpania                    | + 1' 39"               |
| 3.                     | Groupama-FDJ           | Francja                      | + 2' 04"               |
| 4.                     | EF Education First     | Stany Zjednoczone            | + 4' 26"               |
| 5.                     | Team Jumbo-Visma       | Holandia                     | + 8' 31"               |
| 6.                     | Ineos                  | Wielka Brytania              | + 8' 34"               |
| 7.                     | Bahrain-Merida         | Bahrajn                      | + 10' 20"              |
| 8.                     | UAE Team Emirates      | Zjednoczone Emiraty Arabskie | + 11' 03"              |
| 9.                     | Astana                 | Kazachstan                   | + 11' 40"              |
| 10.                    | AG2R La Mondiale       | Francja                      | + 13' 28"              |